# Àmfios
Àmfios (en grec antic: Ἅμφιος) va ser un fill de Mèrops, un endeví i rei de la ciutat mísia de Percote.
Homer el cita a la Ilíada. juntament amb el seu germà Adrast: 
| «                                    | Hi eren els que posseïen Adrastea i la població d'Apesos, els que ocupaven Pitiea i l'abrupta muntanya de Terea. Els conduïen Adrast i Àmfios... | » |
| — Homer. Traducció de Joan Alberich. | |   |

El seu pare, que coneixia l'art de l'endevinació, no volia permetre que anessin a la guerra de Troia, ja que «les Parques se'ls endurien». Els dos van desobeir, i van morir a mans de Diomedes, que els va prendre les armes.